# Ізраїль на зимових Олімпійських іграх 1998
Ізраїль на зимових Олімпійських іграх 1998 року, які проходили в японському місті Нагано, був представлений 3 спортсменами (2 чоловіками та 1 жінкою) в одному виді спорту (фігурне катання). Прапороносцем на церемоніях відкриття та закриття Олімпійських ігор був фігурист Міхаель Шмеркін.
Ізраїль вдруге взяв участь у зимових Олімпійських іграх. Ізраїльські спортсмени не завоювали жодної медалі.

## Фігурне катання
| Дисципліна     | Спортсмени                    | CD1 | CD2 | SP/OD | FS/FD | Разом | Разом |
| Дисципліна     | Спортсмени                    | FP  | FP  | FP    | FP    | TFP   | Місце |
| -------------- | ----------------------------- | --- | --- | ----- | ----- | ----- | ----- |
| чоловіки       | Міхаель Шмеркін               | Н/Д | Н/Д | 14 Q  | 18    | 25.0  | 18    |
| танці на льоді | Галіт Хаїт Сергій Сахновський | 17  | 14  | 14    | 14    | 28.6  | 14    |